# フジ家の流儀
フジ家の流儀（フジけのりゅうぎ）はフジテレビ系列で放送されたドラマ仕立てのトークバラエティ番組。石橋貴明企画・主演。
2012年9月27日『とんねるずのみなさんのおかげでした』との合体スペシャル枠で放送された。

## ストーリー・概要
中華料理屋「フジ」を営む富士家の家族を舞台に、どこの一般の家庭でも起こりそうな問題を語り合う。

## キャスト
- 富士貴明：石橋貴明（とんねるず）
- 富士敬子（貴明の妻）：堀内敬子
- 富士由希子（貴明の妹）：YOU
- 富士路羅（貴明の長女）：ローラ
- 富士類（貴明の長男）：栗原類
- 富士（貴明の次女）：萱野優
- 富士恵子（貴明の母）：淡路恵子
- 富士しげる（貴明の父）：泉谷しげる
- 富士統（由希子の入り婿）：設楽統（バナナマン）
- 飯尾今<なう>（すみだトレンドチャンネルのレポーター）：飯尾和樹（ずん）

## 内容
| 回数 | 放送日・時間                         | 題目                                           | ゲスト                                         |
| ---- | ------------------------------------ | ---------------------------------------------- | ---------------------------------------------- |
| #1   | 2012年9月27日（木曜日）22:00 - 23:18 | 第一の流儀 話題のキッズ脱毛 アリか?ナシか?     |                                                |
| #1   | 2012年9月27日（木曜日）22:00 - 23:18 | 第二の流儀 話題の体育家庭教師 アリか?ナシか?   |                                                |
| #1   | 2012年9月27日（木曜日）22:00 - 23:18 | 第三の流儀 男の家小便 立つべき?座るべき?       |                                                |
| #1   | 2012年9月27日（木曜日）22:00 - 23:18 | 第四の流儀 イマドキ男子の女子化って?           |                                                |
| #1   | 2012年9月27日（木曜日）22:00 - 23:18 | 第五の流儀 妻がブログで夫の悪口 アリか?ナシか? | 石原巡査（貴明の幼なじみ）：石原良純           |
| #1   | 2012年9月27日（木曜日）22:00 - 23:18 | 第六の流儀 潔癖な彼氏 アリか?ナシか?           | 板倉くん（路羅の彼氏）：板倉俊之（インパルス） |

## 主題歌
- 「Wow」槇原敬之